# Charles Joseph Lambert
Pour les articles homonymes, voir Charles Lambert et Lambert.
Charles Joseph Lambert, dit Lambert-Bey (Valenciennes, 2 mai 1804 - Paris, 13 février 1864), est un explorateur et ingénieur français.

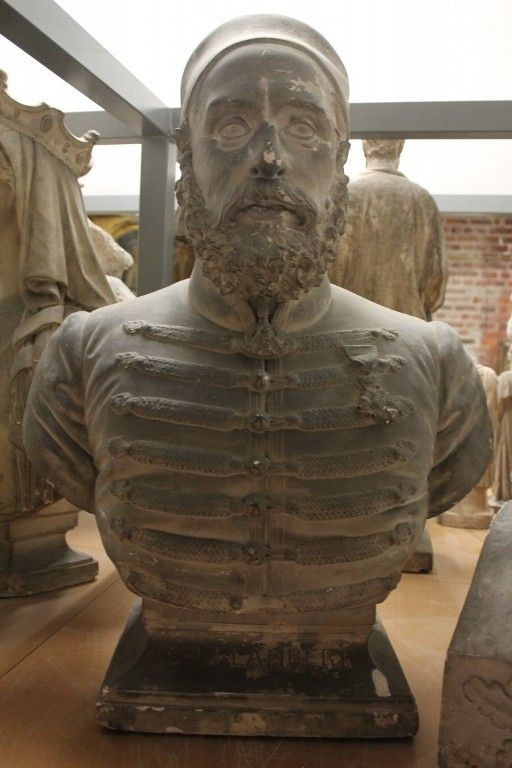
Buste de Charles Joseph Lambert dit Lambert Bey

## Biographie
Élève de l’École polytechnique (1822), il était ingénieur des mines (1824) lorsque vers 1829 il fit la connaissance du père Prosper Enfantin, de Michel Chevalier (1806-1879) et de Henri Fournel qui s'efforçaient de propager la doctrine saint-simonienne.
Le jeune savant devint un de leurs disciples favoris, et abandonna la position qu’il occupait pour se livrer tout entier à la religion nouvelle, prit une part active aux enseignements de la rue Monsigny, collabora au journal le Globe et lors de la scission qui survint dans la famille saint-simonienne, il se rangea du côté d'Enfantin.
En 1832, Lambert ne fut pas compris dans les poursuites dirigées contre les saint-simoniens. Réfugiés à Ménilmontant, il parut néanmoins au procès comme conseil d’un des accusés et prononça un discours incisif et railleur qui motiva de nombreuses observations du président.
Quelque temps après (1833), Lambert partit pour l'Égypte, donna d’abord des leçons de mathématiques au Caire puis attira l’attention du vice-roi qui lui confia plusieurs missions .
Il créa l’École des mines qu’il dirigea de 1836 à 1840, puis l’École polytechnique de Boulac qu’il dirigea de 1840 à 1849. Il en fit le plus beau fleuron du système d’enseignement organisé par Méhémet-Ali. À travers le réseau de professeurs qu’il a su constituer à partir des boursiers égyptiens envoyés à Paris, il a pu former d’excellents ingénieurs qui furent aussi des hommes acquis à ce qu’ils appelaient la « civilisation », c’est-à-dire croyant à l’efficacité du progrès technique comme facteur de développement économique et de progrès social. Membre du conseil supérieur de l'Instruction publique, Lambert a participé à l’élaboration de toutes les réformes du système scolaire en étroite liaison avec le ministre Edhem bey.
Il a assumé également de multiples expertises techniques. Le bilan qu’il a dressé en 1849 des travaux qu’il a menés et auxquels il a prêté son concours sous le règne de Méhémet-Ali est éloquent : barrage du Nil, chemin de fer, irrigation, mines, topographie et cartes, organisation des travaux publics, programmes et inspections des Écoles, Observatoire, Poudres et Salpêtres, fabriques de papiers et d’indiennes, voirie, ponts et chaussées, distribution des eaux du Caire.
Le projet de percement de l'isthme de Suez : pendant son séjour en Égypte, Lambert étudia attentivement les travaux d'un ingénieur français, M. Lepere, qui vers la fin du siècle dernier avait proposé de creuser un canal à travers l’isthme de Suez. Il est à l'origine d'une étude de faisabilité et de 3 projets de percement de l'isthme de Suez et il attira vivement l’attention du public sur ce projet. Ces 3 projets furent transmis à Louis Maurice Adolphe Linant de Bellefonds par Barthélemy Prosper Enfantin. Linant travailla ensuite avec Eugène Mougel Bey sur le projet qui fut réalisé par Ferdinand de Lesseps.
Ses services furent récompensés par le titre de bey en 1847.
En 1851, Lambert vint se fixer à Paris et consacra ses loisirs à l’étude des questions philosophiques : il publia sur la Trinité une étude très curieuse qui obtint un vif succès lors de son apparition dans la Revue philosophique et religieuse.
Mort en 1864, il est inhumé au cimetière du Montparnasse (division 4).

## Distinction
- Chevalier de la Légion d'honneur, 9 juillet 1843